# Арутюнян, Геворг Карленович
Геворг Карленович Арутюнян (21 февраля 1997, Димитровград, Ульяновская область) — российский футболист, нападающий и левый полузащитник.

## Биография

### Клубная карьера
Начинал заниматься футболом в Димитровграде, а с 12-летнего возраста занимался в академии «Рубина». С сезона 2012/13 выступал за молодёжный состав команды. В сезоне 2014/15 сыграл три матча во втором дивизионе за «Рубин-2». В основном составе казанского клуба дебютировал 24 сентября 2015 года в матче Кубка России против «хабаровского СКА».
Весной 2017 года был отдан в аренду в армянский «Пюник». Дебютный матч в чемпионате Армении сыграл 5 марта 2017 года против «Гандзасара», выйдя на замену в перерыве вместо Артура Надиряна. Впервые отличился в своём втором матче, 10 марта 2017 года, забив гол в ворота «Арарата». Всего за полсезона сыграл 13 матчей и забил один гол в чемпионате страны, а также сыграл 3 матча в Кубке Армении, где со своей командой стал финалистом. По окончании аренды вернулся в «Рубин».

### Карьера в сборной
Призывался в юношескую сборную России, в том числе в апреле 2015 года на товарищеском турнире сыграл два матча против сверстников из ОАЭ и Чехии.
По словам футболиста, неоднократно получал приглашения от юношеской и молодёжной сборной Армении, но руководство «Рубина» не отпускало его, так как не хотели, чтобы он имел статус легионера.